# Сертории
Серториите (gens Sertoria) са фамилия от Древен Рим. Те са фамилия на конници от Нурзия на територията на сабините с praenomen Sertor.
Известни с това име:
- Квинт Серторий (123 – 72 пр.н.е.), генерал, от 83 пр.н.е. владетел в Испания.
- Серторий Брокх, 120 г. управител на провинция Долна Мизия.
- Гай Серторий Брокх Квинт Сервей Иноцент, 121 г. суфектконсул